# Estación Negro Quemado
Negro Quemado es una estación ferroviaria ubicada en la localidad de Negro Quemado, Departamento San Rafael, Provincia de Mendoza, República Argentina.

## Servicios
Pertenece al Ferrocarril General San Martín de la red ferroviaria argentina, en el ramal que une las estaciones de Monte Comán y Jaime Prats. 

## Historia
En el año 1900 fue inaugurada la Estación, por parte del Ferrocarril Buenos Aires al Pacífico.